# Solex 4A1
Der Solex 4A1 ist ein Doppelregistervergaser mit Startautomatik des Herstellers Solex. Bei dieser Art Vergaser sind zwei Registervergaser in einem Gehäuse untergebracht. Die Typenbezeichnung steht für 4 Drosselklappen, Konstruktionsprinzip A, Ausführung 1.

## Aufbau und Funktionsweise
Ein 4A1-Vergaser ist im Wesentlichen aus vier Baugruppen zusammengesetzt: Dem Vergaserdeckel, dem Gehäuse, dem Drosselklappenteil und der Starteinrichtung. Da der Vergaser ein Doppelregistervergaser ist, hat er zweimal je zwei Vergaserstufen, also vier Ansaugrohre und vier Drosselklappen. Vom Leerlauf bis etwa zur mittleren Last werden nur die Drosselklappen der beiden ersten Vergaserstufen geöffnet, bei Volllast öffnen auch die Drosselklappen der beiden zweiten Stufen. Die erste Vergaserstufe arbeitet nach dem Festdüsenprinzip (INAT-Vergaser), die zweite – mit größerem Durchlassquerschnitt – annähernd nach dem Prinzip des konstanten Unterdrucks (Strombergvergaser). Die Kaltstartautomatik ist elektrisch beheizt und vom Kühlwasser beeinflusst.
Aufgrund von ungeschützt im freien Windstrom liegenden mechanischen Bauteilen wie Federn, Registerhebel etc. hatten diese Typen bei nasskaltem Wetter mit Temperaturen unterhalb des Gefrierpunktes einen Hang zur Vereisung. Diese konnte beispielsweise bei längeren Autobahnfahrten im Schneeregen dazu führen, dass man das Gas nicht mehr zurücknehmen konnte, sondern mit ausgekuppeltem Motor auf hoher Drehzahl das Fahrzeug ausrollen lassen und den Motor abschalten musste. Nach einigen Minuten des Stillstandes ist die Vereisung der Mechanik durch die Motorhitze dann wieder abgetaut und die Fahrt konnte fortgesetzt werden.

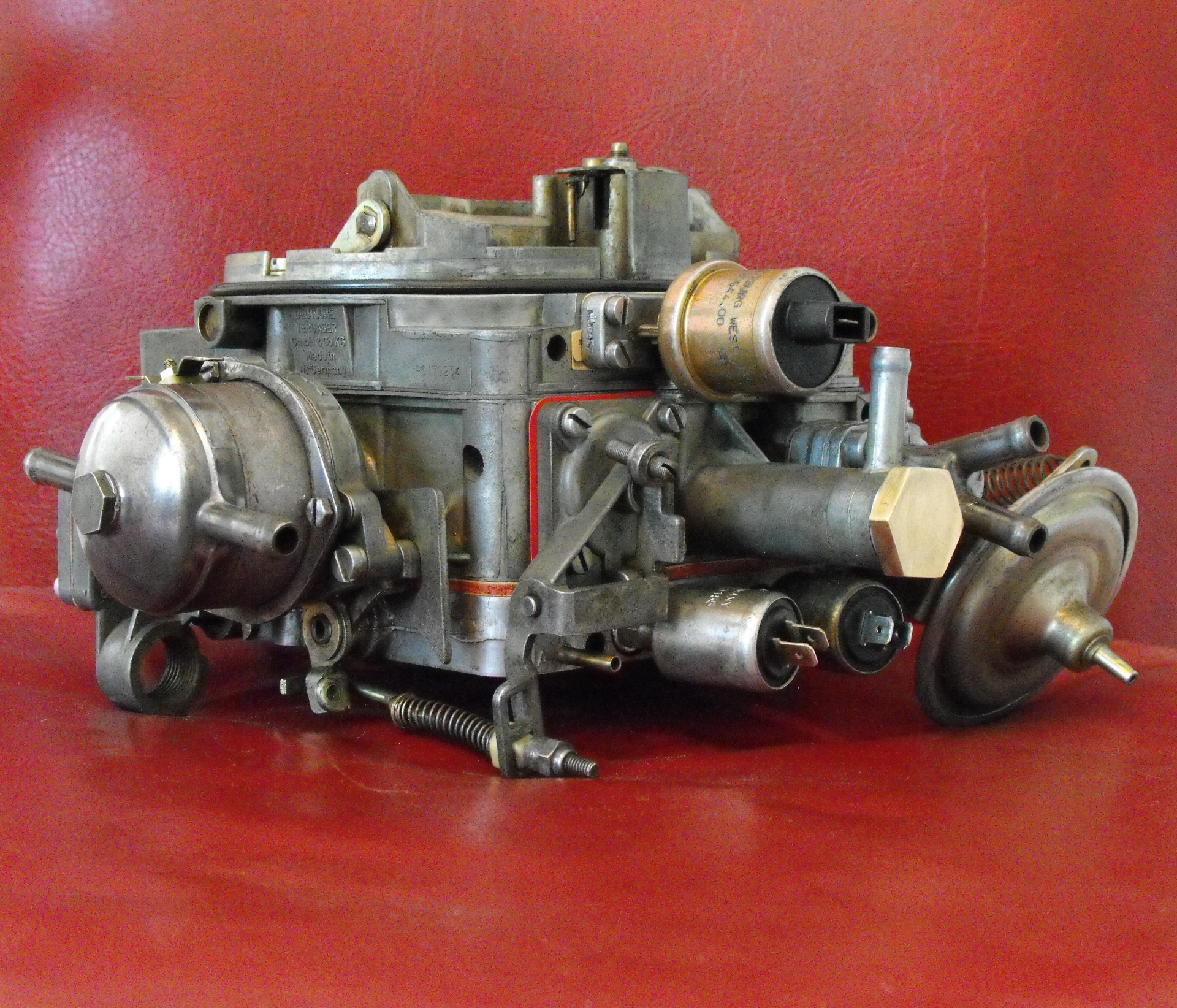
4A1 Vergaser
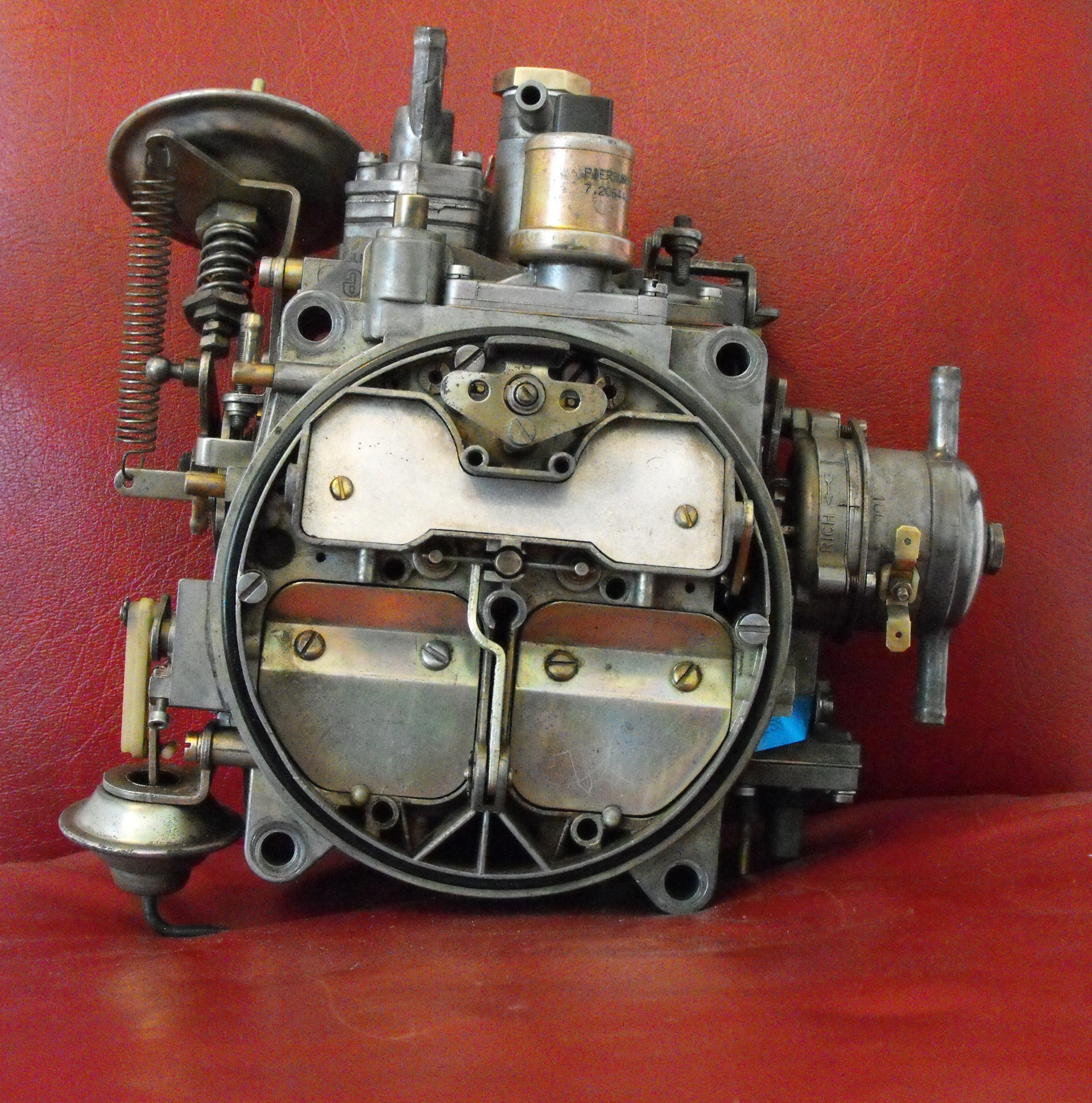
Vergaser von oben
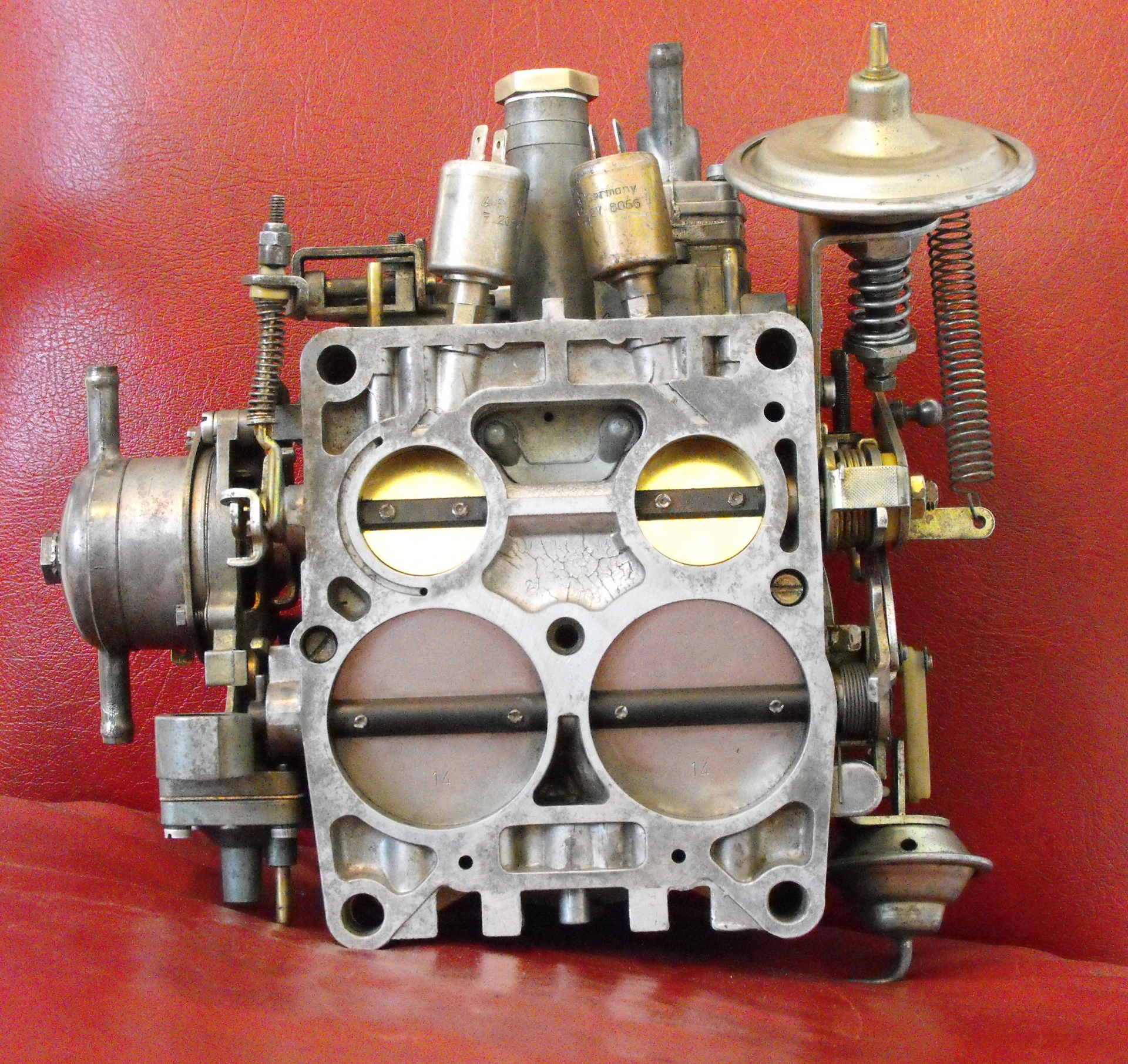
Vergaserunterseite
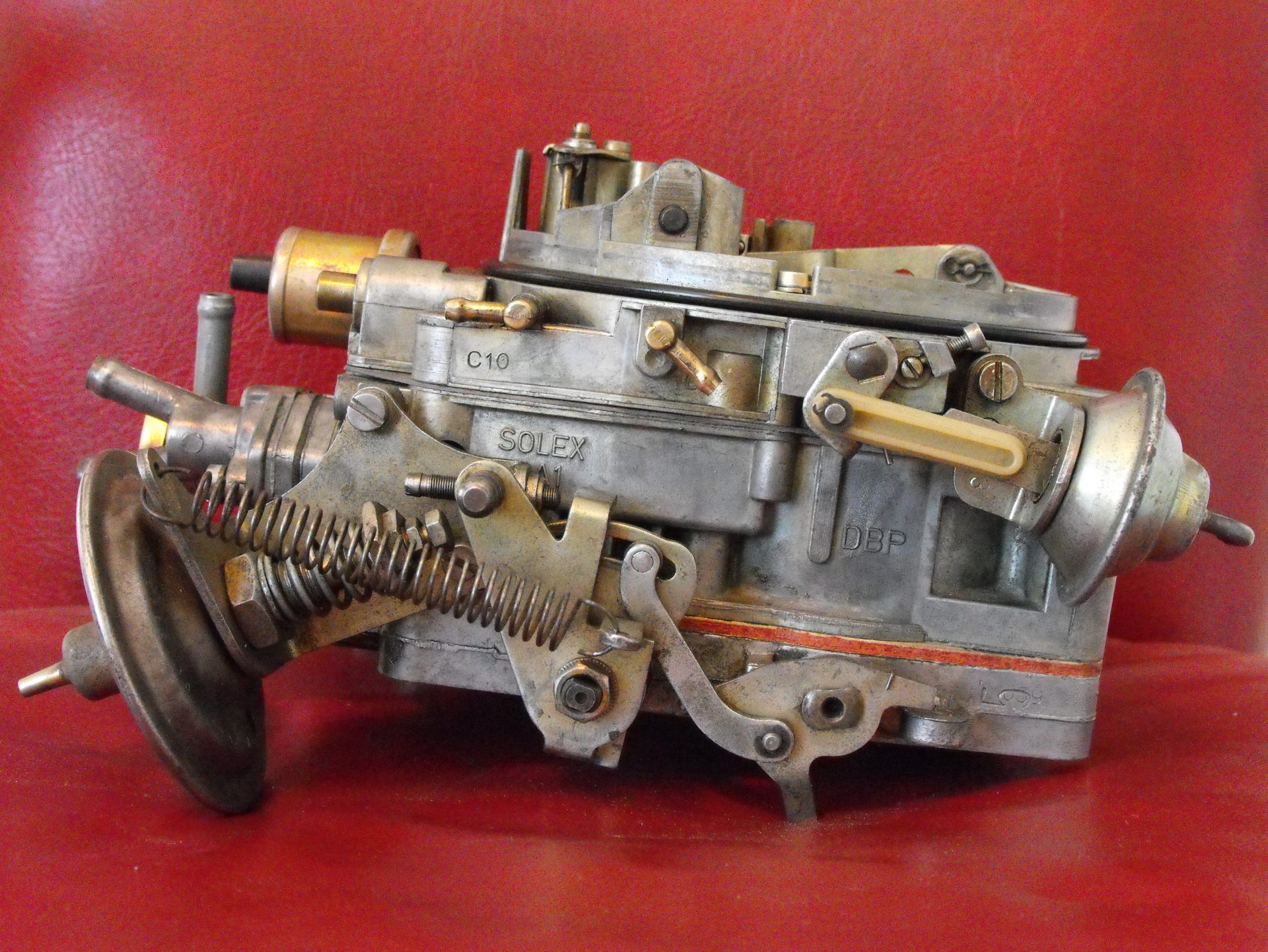
Vergaser rechts

## Geschichte
Diese Vergaser wurden in den 1970er und 1980er Jahren in verschiedenen Fahrzeugtypen mehrerer Hersteller verbaut, hauptsächlich in schweren Reiselimousinen mit Sechszylindermotoren. Unter anderem wurden sie bei BMW  (z. B. BMW E21 (Modell 320), BMW E12 (Modelle 520, 525, 528)) und Mercedes-Benz-Baureihen W 114 (280, 280 C), W 116 (Modell 280 S) sowie W 123 (Modelle 250, 280) sowie im Opel Commodore und dem Opel Senator eingesetzt.

## Technische Daten
| Kenngrößen                   | Solex 4A1 (BMW E12 525) |
| Luftrichterdurchmesser       | 20/54 mm                |
| Hauptdüse Stufe I            | X97,5                   |
| Düsennadel                   | B5                      |
| Luftkorrekturdüse Stufe I/II | 2,1 H7/3,7 H7           |
| Leerlaufdüse                 | 42,5                    |
| Leerlaufdüse                 | 120                     |
| Leerlaufabschaltventil       | PE20273                 |
| Einspritzmenge pro Hub       | 0,6±0,15 cm3            |
| TN-Starter-Spaltmaß          | 2,1±0,1 mm (bei 22 °C)  |
| Leerlaufdrehzahl             | 900±50 min−1            |
| CO-Gehalt                    | <1,5 Vol.-%             |
| Beleg                        | [ 3 ]                   |